# Bedotia madagascariensis
Bedotia madagascariensis is een straalvinnige vissensoort uit de familie van de bedotia's (Bedotiidae). De wetenschappelijke naam van de soort is voor het eerst geldig gepubliceerd in 1903 door Regan.
De soort is endemisch in Madagaskar.